# Ивановка (Приазовский район)
Ивановка (укр. Іванівка) — село,
Воскресенский сельский совет,
Приазовский район,
Запорожская область,
Украина.
Код КОАТУУ — 2324582202. Население по переписи 2001 года составляло 96 человек.

## Географическое положение
Село Ивановка находится на расстоянии в 3 км от села Воскресенка.

## История
- 1860 год — дата основания.